# الطاقة المتجددة في إسبانيا

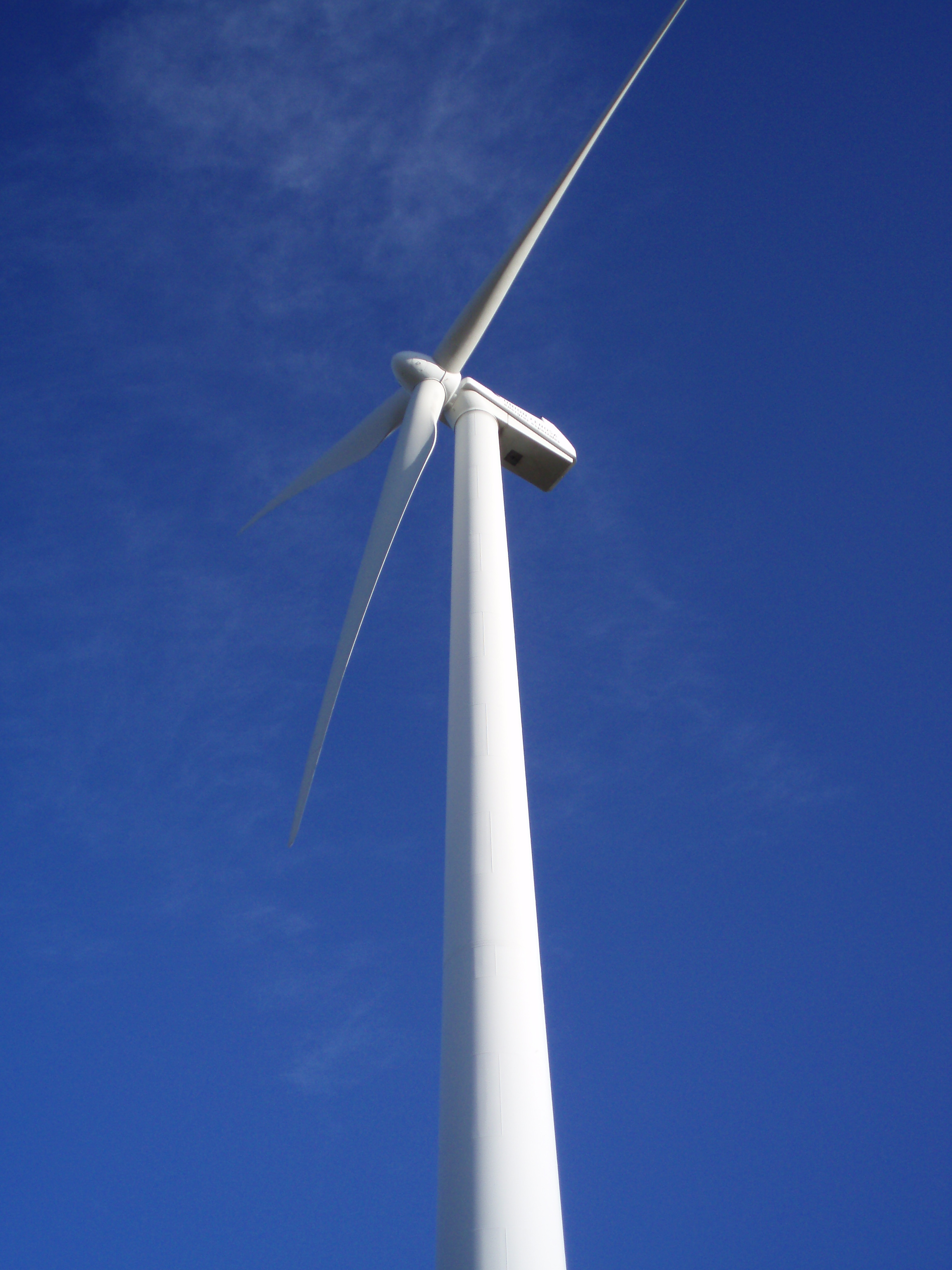
طاقة الرياح

تهدف إسبانيا إلى إنتاج 30% من احتياجاتها من الطاقة الكهربية من مصادر الطاقة المتجددة بحلول 2010، وسوف تحصل على نصف هذه النسبة من طاقة الرياح. في عام 2006، حصلت إسبانيا على 20% من احتياجاتها من الكهرباء عن طريق الطاقة المتجددة، وفي يناير 2009 وصلت اجمالي الاحتياجات من مصادر الطاقة المتجددة إلى 34.8%.
مثّلت الكهرباء من المصادر المتجددة في إسبانيا 42.8% من تغطية الطلب على الكهرباء خلال عام 2014. تمتلك البلاد قدرات ضخمة من طاقة الرياح متراكمة على مدى سنوات عديدة وهي واحدة من قادة العالم في توليد طاقة الرياح.
في البداية، وضعت إسبانيا نفسها كقائد أوروبي في مجال الطاقة الشمسية، وبحلول 2007-2010، احتلت المرتبة الثانية بعد ألمانيا في السعة المركبة، لكن البلدان الأخرى (إيطاليا على وجه الخصوص) نجحت في تجاوز التطور الإسباني منذ ذلك الحين. أنتجت الطاقة الشمسية في إسبانيا بحلول عام 2015 -رغم أهميتها- أقل من ثلث ما أنتجته طاقة الرياح في عام 2015.
حدّدت إسبانيا هدف توليد 20% من جميع احتياجاتها من الطاقة من مصادر الطاقة المتجددة بحلول عام 2020، وقد تكون 0.8% إضافية متاحة لدول الاتحاد الأوروبي الأخرى بموجب آلية التعاون وبذلك يصل المجموع إلى 20.8%. وصلت إسبانيا بحلول نهاية عام 2014، إلى مستوى 16.2% من جميع احتياجاتها من الطاقة من مصادر الطاقة المتجددة.
تُعد قصة تطوير الطاقة المتجددة في إسبانيا قصة مختلطة وغير مكتملة. بموجب الإعانات السابقة، وسّعت الدولة قاعدتها المتجددة بسرعة وساعدت في إنشاء صناعة محلية في كل من محركات/ توربينات الرياح والطاقة الشمسية. ومع ذلك، تم تقليص الدعم بشكل كبير في أعقاب الأزمة المالية العالمية وركود المنشآت الجديدة بين عامي 2012 و2015. أدّت الديون المتكبدَة خلال فترة الطفرة إلى تغييرات أكثر صرامة وذات أثر رجعي بالنسبة للعقود لمقدّمي الطاقة المتجددة ما خفّض العائدات إلى حد كبير. تواجه إسبانيا -بوصفها إحدى الدول الأولى في السوق- تحدي المنافسين الأقوياء من بلدان مثل الدنمارك وألمانيا والصين، وتسخير قطاع الطاقة المتجددة الأرخص والأكثر نضجًا الذي ساعدته إسبانيا بذاتها على الريادة.
أظهرت الطاقة الشمسية على نحو مفاجئ في عام 2015 طريقة ممكنة للخروج من المأزق. أدّى الانخفاض المستمر في أسعار أنظمة الطاقة الشمسية وأشعة الشمس الوفيرة في إسبانيا إلى وصول أسعار الطاقة الشمسية إلى معادل سعر الشبكة الوطنية. وفجأة، أصبح هناك احتمال للنمو المستدام والعفوي في منشآت الطاقة الشمسية في إسبانيا، إذ تمكن الأسر والمنتجون من إنتاج الطاقة بشكل أكثر اقتصاداً. ومع ذلك، قدمت الحكومة الإسبانية ما أطلق عليه «ضريبة الشمس» الأولى في العالم على المنشآت الشمسية ما يجعلها أقل جدوى اقتصاديًا فضلاً عن الغرامات الصارمة (ما يصل إلى 60 مليون يورو) لأي شخص لا يمتثل للضريبة.
ثبُت أن الضريبة مثيرة للجدل للغاية. زعمت الحكومة من ناحية، أن أولئك الذين يولّدون الطاقة الخاصة بهم ما زالوا يعتمدون على الشبكة الوطنية للحصول على الطاقة الاحتياطية ولذا ينبغي أن يكونوا مسؤولين عن المساهمة في تكاليفها. ومن ناحية أخرى، زعمت صناعة الطاقة الشمسية أن الحكومة تحاول ببساطة حماية منتجي الطاقة المركزية الذين تتعرض عائداتهم للتهديد المتمثل بالطاقة الشمسية المنافسة. انتقد مناصرو البيئة الضريبة لأنها تمنع إسبانيا بشكل مصطنع من مواصلة حركتها طويلة الأمد باتجاه إنتاج الطاقة المتجددة.
بغض النظر عن مزايا الحجتين، يمكن للجدال أن يصبح أكثر حدة فقط مع استمرار انخفاض سعر الطاقة الشمسية وإذا استمرت الألواح الضوئية ذات السعة المركبة بالطاقة الشمسية في إسبانيا في إنزال الاتحاد الأوروبي عن المرتبة 12 في عام 2014 (102.9 كيلو واط لكل 1000 نسمة). كانت إسبانيا في نفس العام، من حيث إنتاج طاقة الرياح، أقوى بكثير وفي المرتبة الثالثة (495 كيلو واط لكل 1000 نسمة).
أخيرًا في نوفمبر 2018، اتخذت حكومة بيدرو سانشيز الخطوة الأولى لإلغاء ما يسمى «ضريبة الشمس»، التي أقرتها حكومة ماريانو راجوي السابقة في عام 2015. مع النظام الجديد، تترك إسبانيا وراءها حقبة العقاب على إنتاج الطاقة للاستهلاك الذاتي الذي جمد الطاقة الشمسية وتطوير الطاقة المتجددة لسنوات عديدة في مواجهة نزاع الاتحاد الأوروبي والنزاع الوطني. ويعود فصل جديد من الفرص أخيرًا إلى قطاع الطاقة المتجددة في إسبانيا.

## استهلاك الطاقة حسب القطاع
مجموع استهلاك الطاقة المتوقع حسب القطاع عام 2020.
عرضت جميع دول الاتحاد الأوروبي بما فيها أيسلندا والنرويج خطط عمل وطنية في مجال الطاقة المتجددة (NREAPs) لتوضيح الخطوات المتخذة والتقدم المتوقع من جانب كل دولة بين عامي 2010 و2020 من أجل الوفاء بالتوجيهات المتعلقة بالطاقة المتجددة. تحتوي كل خطة على تحليل تفصيلي عن الاستخدام الحالي للطاقة المتجددة في كل دولة وخطط التطويرات المستقبلية. وفقًا للتوقعات الواردة في التقرير الإسباني المحدّث بتاريخ 20/12/11، بحلول عام 2020، ينهار إجمالي استهلاك الطاقة النهائي في إسبانيا حسب القطاع على النحو التالي:
| الاستخدام المتوقع للطاقة حسب القطاع في عام 2020. | كيلو طن من معادل النفط | الطاقة المتجددة المستهدفة في عام 2020 |
| ------------------------------------------------ | ---------------------- | ------------------------------------- |
| التدفئة والتبريد                                 | 30,929                 | 17.3%                                 |
| الكهرباء                                         | 31,961                 | 39.0%                                 |
| المواصلات والنقل                                 | 32.301                 | 11.3%                                 |
| إجمالي استهلاك الطاقة النهائي*                   | 98.693                 | 20.0%                                 |

* بما في ذلك الخسائر والتعديلات
وفقًا لمعايير NREAP، يستخدَم نحو ثلث استهلاك الطاقة (32.5%) في قطاع التدفئة والتبريد. يشمل قطاع التدفئة والتبريد (المعروف أيضًا باسم القطاع الحراري) التدفئة المنزلية وتكييف الهواء، والعمليات الصناعية مثل الأفران وأي استخدام للحرارة عمومًا. من المتوقع أن يمثل قطاع الكهرباء وقطاع النقل حوالي ثلث استهلاك الطاقة لكل منها بنسبة 33.6% و33.9% على التوالي. تتشابه نسبة استخدام الطاقة في كل قطاع نظيرتها في 2016. من أجل تحقيق الهدف العام لإسبانيا المتمثل في استخدام الطاقة المتجددة بنسبة 20% (الذي كان 8.3% فقط في عام 2005) في إجمالي الاستهلاك النهائي للطاقة (20505 كيلو طن من معادل النفط) بحلول عام 2020، حُددت النسب المستهدفة لكل قطاع على النحو التالي: 17.3% من الطاقة المتجددة مستخدمة في قطاع التدفئة والتبريد، 39% في قطاع الكهرباء و11.3% في قطاع النقل. يُتوقع أن يصل إجمالي الاستهلاك السنوي للطاقة إلى 98.693 كيلو طن من معادل النفط (98.7 مليون طن من معادل النفط) بحلول عام 2020. يتوقع التقرير أن تنتج إسبانيا فائضًا بنسبة 0.8% أعلى من هدف الـ 20% (بإجمالي 20.8%) لاستخدام الطاقة المتجددة والذي سيكون متاحًا بالنسبة للبلدان الأخرى لتحقيق أهداف الطاقة المتجددة في إطار «آلية التعاون».
مقاييس الطاقة المذكورة أعلاه هي إجمالي استهلاك الطاقة النهائي. وهناك مقياس آخر أوسع نطاقاً، وهو أن استهلاك الطاقة الأولية يشمل أيضاً الطاقة المستخدمة في استخراج الوقود (قطاع الطاقة) والطاقة المفقودة في التحويل (قطاع التحويل، أي تحويل الحرارة إلى كهرباء في محطات الطاقة أو تحويل طاقة الوقود إلى حرارة في محطات التدفئة) فضلاً عن إجمالي استهلاك الطاقة النهائي للمستخدمين النهائيين. بموجب توجيهات الاتحاد الأوروبي بشأن كفاءة استخدام الطاقة تقدّم دول الاتحاد الأوروبي خططها الخاصة بكفاءة استخدام الطاقة كل ثلاث سنوات وتقارير سنوية حول ذلك. بلغ إجمالي استهلاك الدولة من الطاقة في عام 2014، 79.2 مليون طن، وفقاً للتقرير السنوي لكفاءة الطاقة في إسبانيا لعام 2016، في حين بلغ استهلاكها الأولي للطاقة 112.6 مليون طن. يُحسب معظم الفرق البالغ 42% تقريباً في الخسائر في قطاع التحويل. من المرجح أن تكون هذه الخسائر أكثر انتشاراً في قطاعات الكهرباء الحرارية، وبالتالي فإن استخدام الطاقة الكهربائية المتجددة سيُقلل من انبعاثات ثاني أكسيد الكربون والوقود المفقود في قطاعي الطاقة والتحويل إضافة إلى تلك التي تستهلَك بشكل نهائي. وباستخدام التوليد الحراري الأكثر كفاءة، تبقى الإمكانية للحد من هدر الطاقة بمقدار الثلث تقريباً ولخفض انبعاثات ثاني أكسيد الكربون وفقاً لذلك.

## طاقة الرياح
تعتبر إسبانيا ثالث أكبر منتجي العالم من طاقة الرياح، بعد الولايات المتحدة الأمريكية وألمانيا، بقدرة إنتاجية تصل إلى 16.740 ميگاواط بنهاية 2008، بزيادة 1,609 م. و. في السنة. وكان أكثر من 11% من الطاقة الكهربية في اسبانيا مصدرها طاقة الرياح في عام 2008. أكبر منتج لطاقة الرياح في اسبانيا ابردولا، بنسبة 27 من القدرة يتبعها أكسيونا بنسبة 16 وانديسا بنسبة 10

## الطاقة الشمسية

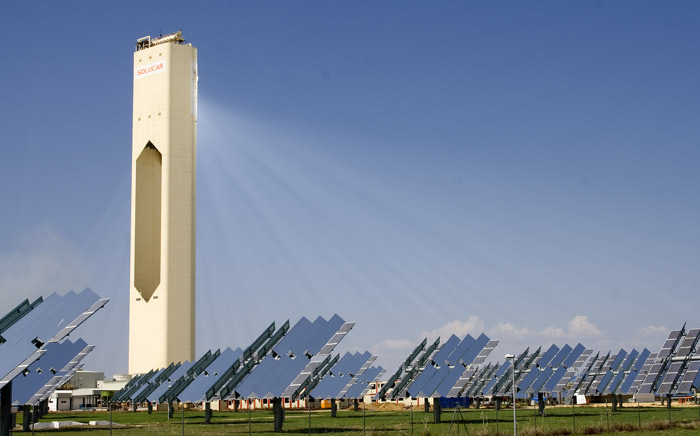
محطة سولاركار PS10 للطاقة الشمسية في إقليم إشبيلية، أندلسيا – أول محطة لتوليد الكهرباء عبر الطاقة الشمسية في برج في العالم، تم تشغيلها في عام 2007.

في 2005 كانت اسبانيا أول دول العالم احتياجا لوحدات توليد الطاقة الشمسية في المباني الجديدة، وثاني دولة بعد إسرائيل احتياجا لتثبيت أنظمة تسخين المياه بالطاقة الشمسية. وكذلك هي أول دولة تمتلك برج طاقة شمسية ويقع بالقرب من إشبيلية.

## الإنتاج
| مناطق إسبانيا ذات الحكم الذاتي | طاقة هيدروليكية | طاقة الرياح | طاقة شمسية | Biomass power | Solid waste power | Total Renewable Generation | Total Electricity Demand | % Renewable of Total Electricity Demand |
| ------------------------------ | --------------- | ----------- | ---------- | ------------- | ----------------- | -------------------------- | ------------------------ | --------------------------------------- |
| منطقة قشتالة وليون             | 6960            | 3840        | 14         | 274           | 87                | 11175                      | 15793                    | 70.8%                                   |
| منطقة غاليسيا                  | 7561            | 5970        | 1          | 242           | 317               | 14091                      | 20279                    | 69.5%                                   |
| منطقة لا ريوخا                 | 124             | 897         | 1          | 3             | 2                 | 1027                       | 1860                     | 55.2%                                   |
| منطقة أرغون                    | 3073            | 3342        | 1          | 63            | 8                 | 6487                       | 11885                    | 54.6%                                   |
| منطقة نافارا                   | 379             | 2248        | 28         | 269           | 0                 | 2924                       | 5401                     | 54.1%                                   |
| إكستريمادورا                   | 2244            | 0           | 1          | 0             | 0                 | 2245                       | 5076                     | 44.2%                                   |
| قشتالة-لا مانتشا               | 710             | 3935        | 8          | 99            | 34                | 4786                       | 12686                    | 37.7%                                   |
| منطقة أستورياس                 | 1680            | 357         | 0          | 221           | 400               | 2658                       | 12391                    | 21.5%                                   |
| منطقة كانتابريا                | 875             | 0           | 0          | 11            | 41                | 927                        | 5693                     | 16.3%                                   |
| كتالونيا                       | 3223            | 301         | 7          | 77            | 241               | 3849                       | 48498                    | 7.9%                                    |
| أندلوسيا                       | 946             | 1042        | 5          | 728           | 0                 | 2721                       | 40737                    | 6.7%                                    |
| منطقة إقليم الباسك             | 336             | 339         | 3          | 55            | 326               | 1059                       | 20934                    | 5.1%                                    |
| منطقة بلنسية                   | 1041            | 266         | 13         | 55            | 0                 | 1375                       | 27668                    | 5.0%                                    |
| جزر الكناري                    | 0               | 288         | 0          | 0             | 0                 | 288                        | 9372                     | 3.1%                                    |
| جزر البليار                    | 0               | 5           | 0          | 0             | 133               | 138                        | 6235                     | 2.2%                                    |
| منطقة مرسية                    | 65              | 93          | 6          | 12            | 0                 | 176                        | 8334                     | 2.1%                                    |
| منطقة مدريد                    | 83              | 0           | 8          | 58            | 330               | 479                        | 30598                    | 1.6%                                    |
| سبتة & مليلية                  | 0               | 0           | 0          | 0             | 2                 | 2                          | 391                      | 0.5%                                    |
| SPAIN                          | 29301           | 22924       | 97         | 2167          | 1921              | 56410                      | 283829                   | 19.9%                                   |

## وصلات خارجية
- IDAE.
- Renewables 2050. A report on the potential for renewable energies in peninsular Spain (منظمة السلام الأخضر).
- Protermosolar.
- Renewable Energy Spain.
- Renewable Energy in Spain: Details on the Government's New feed-in tariff (FIT) Regulation